# 内山智之
内山 智之（うちやま ともゆき、1968年8月15日 - ）は、岐阜県美濃加茂市出身の元プロ野球選手（投手）。

## 来歴
高校3年夏は2番手投手ながら県大会準決勝で完投勝利、決勝は登板なしで準優勝。社会人野球へ進む予定から急遽、一般入試で大学へ進学。大学では3年までに10勝するが全国大会へは出場なしで無名。監督との折り合いが悪く、4年春に退部している。
1990年のNPBドラフト会議で西武ライオンズから5位で指名されて入団した。高校時代から追っていたという西武のスカウト網が見出した隠し玉といわれた。直球の球威と将来性を見込んでの指名だったが、入団後にメジャーリーグのトレーニング方法を研究した結果、ストレートの球速が150km/h近くにまで上昇した。銀縁の眼鏡をかけた風貌から想像できないパワーピッチングとインタビューでも独特の発言によって注目された。
1992年に一軍公式戦へのデビューを果たした。
1993年のシーズン終了後に、佐々木誠・村田勝喜・橋本武広との交換トレードで秋山幸二・渡辺智男両選手と共に福岡ダイエーホークスに移籍。
1994年には、レギュラーシーズンの開幕第2戦で先発を任されたほか、8月21日の対近鉄バファローズ戦（福岡ドーム）でプロ入り後初めての無四球完投勝利を記録した。
1995年には1試合4暴投の日本プロ野球最多記録を樹立してしまった。
1997年限りでダイエーを退団したことを機に、MLBへ挑戦。フィラデルフィア・フィリーズ傘下の2Aレディング・フィリーズでプレーを続けたものの、MLBへの昇格に至らないまま現役を引退した。
現在は沖縄県で農業手伝いの傍ら、少年野球チームの監督を務める。

## 人物
「チームの敗戦と一緒に（責任投手として）名前の出る投手にとって、野球は団体競技ではなく個人競技」という考えと、強い責任感の持ち主。ダイエーへの移籍当初は、負けが込んでいる間に食欲が落ちたり、ストレス性のじんましんを発症したりしていた。また、かなりの潔癖症で、当時「数日間入浴しなくても平気」と豪語していたチームメイトの下柳剛としばしば対立。下柳が現役引退後に述懐したところによれば、この世代のプロ野球選手には珍しく、大の嫌煙家でもあったという。
ダイエー時代のチームメイトであった湯上谷竑志は、内山がタバコ嫌いであったと証言しており、移動でのバス利用の際には一番後ろの席に座って換気する為に窓を開け、ずっと外の空気を吸っていたと語っている。当時は移動するバスでも禁煙化はされていなかったという。

## 詳細情報

### 年度別投手成績
| 年 度     | 球 団     | 登 板 | 先 発 | 完 投 | 完 封 | 無 四 球 | 勝 利 | 敗 戦 | セ 丨 ブ | ホ 丨 ル ド | 勝 率 | 打 者 | 投 球 回 | 被 安 打 | 被 本 塁 打 | 与 四 球 | 敬 遠 | 与 死 球 | 奪 三 振 | 暴 投 | ボ 丨 ク | 失 点 | 自 責 点 | 防 御 率 | W H I P |
| --------- | --------- | ----- | ----- | ----- | ----- | -------- | ----- | ----- | -------- | ----------- | ----- | ----- | -------- | -------- | ----------- | -------- | ----- | -------- | -------- | ----- | -------- | ----- | -------- | -------- | ------- |
| 1992      | 西武      | 11    | 0     | 0     | 0     | 0        | 0     | 1     | 0        | --          | .000  | 110   | 27.0     | 22       | 4           | 11       | 0     | 0        | 14       | 1     | 0        | 11    | 9        | 3.00     | 1.22    |
| 1993      | 西武      | 31    | 6     | 0     | 0     | 0        | 3     | 4     | 0        | --          | .429  | 331   | 83.2     | 62       | 5           | 26       | 0     | 0        | 61       | 4     | 0        | 29    | 28       | 3.01     | 1.05    |
| 1994      | ダイエー  | 24    | 22    | 3     | 0     | 1        | 6     | 11    | 0        | --          | .353  | 499   | 112.0    | 141      | 10          | 31       | 0     | 4        | 64       | 7     | 0        | 74    | 65       | 5.22     | 1.54    |
| 1995      | ダイエー  | 14    | 11    | 0     | 0     | 0        | 2     | 3     | 0        | --          | .400  | 299   | 69.0     | 72       | 6           | 26       | 1     | 3        | 34       | 7     | 0        | 38    | 37       | 4.83     | 1.42    |
| 1996      | ダイエー  | 28    | 6     | 0     | 0     | 0        | 3     | 2     | 0        | --          | .600  | 262   | 60.1     | 68       | 6           | 22       | 1     | 0        | 33       | 8     | 0        | 32    | 29       | 4.33     | 1.49    |
| 1997      | ダイエー  | 17    | 0     | 0     | 0     | 0        | 1     | 0     | 0        | --          | 1.000 | 94    | 21.0     | 24       | 2           | 12       | 0     | 1        | 15       | 1     | 0        | 11    | 11       | 4.71     | 1.71    |
| 通算：6年 | 通算：6年 | 125   | 45    | 3     | 0     | 1        | 15    | 21    | 0        | --          | .417  | 1595  | 373.0    | 389      | 33          | 128      | 2     | 8        | 221      | 28    | 0        | 195   | 179      | 4.32     | 1.39    |

### 記録
- 初登板：1992年6月3日、対千葉ロッテマリーンズ戦（仙台）、9回から救援登板、1回無失点
- 初勝利：1993年5月15日、対近鉄バファローズ戦（ナゴヤ球場）、6回から救援登板、4回無失点
- 初完投：1994年6月4日、対近鉄バファローズ戦（福岡ドーム）、被安打6 奪三振3 四死球1

### 背番号
- 53 （1991年 - 1993年）
- 16 （1994年 - 1997年）